# Cásate con mi esposo
Cásate con mi esposo (en hangul, 내 남편과 결혼해줘; en hanja, 내 男便과 結婚해줘; romanización revisada, Nae Nampyeongwa Gyeolhonhaejwo) es una serie de televisión surcoreana basada en una novela web del mismo nombre, está dirigida por Park Won-kook y protagonizada por Park Min-young, Na In-woo, Lee Yi-kyung y Song Ha-yoon. Fue emitida por el canal tvN desde el 1 de enero hasta el 20 de febrero de 2024, en horario de lunes y martes a las 20:50 (hora local coreana). También está disponible en las plataformas TVING para Corea del Sur y Prime Video para algunas regiones del mundo.

## Sinopsis
Kang Ji-won es una mujer común y corriente que soporta luchas diarias en su vida hogareña y laboral. Cuidando a su incompetente marido mientras su suegra la regaña, ha vivido con sacrificio, solo para que se aprovechen de su amabilidad. Un día descubre que sufre de cáncer de estómago y que le queda poco tiempo de vida. Mientras se somete a tratamiento, un día descubre que su marido y su única amiga la están traicionando, y que incluso están deseando su muerte lo antes posible para obtener dinero de un seguro de vida.
Afortunadamente, Ji-won tiene una segunda oportunidad en la vida y está decidida a transmitir su desafortunado destino a los dos traidores.

## Reparto

### Principal
- Park Min-young como Kang Ji-won, una mujer que fue traicionada y asesinada por su esposo y su mejor amiga, y que ha vuelto diez años atrás para vivir una segunda vida y cambiar su destino.[4][5]
  - Kim A-hyun como Ji-won de niña.[6]
- Na In-woo como Yoo Ji-hyuk, el jefe del equipo de marketing 1 de la compañía U&K que siente un amor no correspondido por Ji-won, a la que ayuda en su venganza.[5][7][8]
- Lee Yi-kyung como Park Min-hwan, el marido de Ji-won antes de su regreso, una persona de mentalidad anticuada, un egoísta que solo se preocupa por sí mismo y que piensa en su esposa como una sirvienta.[7][9][10]
- Song Ha-yoon como Jung Soo-min, la "mejor amiga" de Ji-won que tiene una aventura con su marido: una persona de mentalidad retorcida que contrasta con su apariencia inocente.[7][11]
  - Uhm Seo-hyun como Soo-min de niña.[6]
- Lee Ki-kwang como Baek Eun-ho, compañero de secundaria de Ji-won (su primer amor en ese entonces) y Soo-min, que es un chef guapo y popular.[7][12]

### Secundario

#### Empleados de U&K
- Gong Min-jung como Yang Joo-ran, miembro del equipo 1 de mercadeo de U&K y compañera de trabajo de Ji-won; una persona que siempre pierde, tanto en el trabajo como en casa.[7][13]
- Choi Gyu-ri como Yoo Hee-yeon, es medio hermana de Ji-hyuk, miembro del equipo 1 de mercadeo de U&K.[14][15][16]
- Kim Joong-hee como Kim Kyung-wook, el jefe de Ji-won, gerente del equipo 1 de mercadeo de U&K.[17][18]
- Ha Do-kwon como Lee Seok-joon, la mano derecha de Yoo Han-il y director de planificación de U&K.[17][19]
- Jung Jae-sung como Wang Heung-in, el director gerente de U&K.[20]

#### Familias
- Moon Sung-keun como Yoo Han-il, el abuelo de Ji-hyuk y Hui-yeon, un empresario que fundó U&K.[17]
- Jung Kyung-soon como Kim Ja-ok, la madre de Min-hwan.[15]
- Jung Seok-yong como Kang Hyun-mo, el padre de Ji-won, que al igual que su hija, enfermó de cáncer y poco tiempo después falleció.[15]

#### Conocidos
- Cho Jin-se como Cho Dong-seok, un amigo cercano de Ji-hyuk. Dong-seok es el dueño del restaurante de pollo frito "Fry Me".[17]
- Moon Soo-young como Kim Shin-woo, compañero de Dong-seok en el restaurante "Fry Me".[15]
- Bae Geu-rin como Ha Ye-ji, compañera de secundaria de Ji-won, Soo-min y Eun-ho.[15][21]
- Jang Jae-ho como Lee Jae-won, el marido desempleado de Joo-ran.[15]

#### Otros
- BoA como Oh Yoo-ra, vicepresidenta de Cloud Airlines y la exprometida de Ji-hyuk.[22][23]
- Kang Sang-jun como Yoo Sang-jong, un amigo de Min-hwan.[24]

### Apariciones especiales
- Choi Kwang-il como Choi Nam-hyun, un taxista.[25]
- Lee Jung-eun como Bae Hee-sook, la madre de Ji-won, que se fue de casa cuando esta tenía catorce años.[26]
- Kim Hyun como Lee Myung-ja, la madre de Soo-min.[27]

## Banda sonora original
El primer tema musical de la serie se lanzó el 2 de enero de 2024: se titula 연극 [«Juego»], está compuesto por Park Sung-il con letra de Lee Chi-hoon, y está interpretado por Lyn. El segundo tema es 오늘부터 [«A partir de hoy»], está interpretado por Vincent Blue y se publicó una semana después.
| Parte | Fecha de publicación                                                                | Título                                                                              | Letra                                                                               | Música                                                                              | Artista                                                                             | Dur.                                                                                | Ref.                                                                                |
| ----- | ----------------------------------------------------------------------------------- | ----------------------------------------------------------------------------------- | ----------------------------------------------------------------------------------- | ----------------------------------------------------------------------------------- | ----------------------------------------------------------------------------------- | ----------------------------------------------------------------------------------- | ----------------------------------------------------------------------------------- |
| 1     | 2 de enero de 2024                                                                  | 연극 [«Juego»]                                                                      | Lee Chi-hoon                                                                        | Park Sung-il                                                                        | Lyn                                                                                 | 4:04                                                                                | [ 30 ]                                                                              |
| 2     | 9 de enero de 2024                                                                  | 오늘부터 [«A partir de hoy»]                                                        | Seo Dong-sung                                                                       | Park Sung-il                                                                        | Vincent Blue                                                                        | 3:06                                                                                | [ 31 ]                                                                              |
| 3     | 15 de enero de 2024                                                                 | 내겐 아무 소원 남아있지 않아요 [«Todos mis sueños se hacen realidad»]               | Lee Chi-hoon                                                                        | Park Sung-il                                                                        | Car, the garden                                                                     | 4:16                                                                                | [ 32 ]                                                                              |
| 4     | 23 de enero de 2024                                                                 | 시간의 상처 [«Las heridas del tiempo»]                                              | Seo Dong-sung                                                                       | Park Sung-il                                                                        | Kim So-yeon                                                                         | 4:35                                                                                | [ 33 ]                                                                              |
| 5     | 6 de febrero de 2024                                                                | «The Journey»                                                                       | Miriam                                                                              | Judah Earl                                                                          | Kelley Mcrae                                                                        | 4:15                                                                                | [ 34 ]                                                                              |
| Notas | Las canciones de la banda sonora tienen una versión instrumental de igual duración. | Las canciones de la banda sonora tienen una versión instrumental de igual duración. | Las canciones de la banda sonora tienen una versión instrumental de igual duración. | Las canciones de la banda sonora tienen una versión instrumental de igual duración. | Las canciones de la banda sonora tienen una versión instrumental de igual duración. | Las canciones de la banda sonora tienen una versión instrumental de igual duración. | Las canciones de la banda sonora tienen una versión instrumental de igual duración. |

## Producción
La serie está basada en una popular novela web con el mismo título original coreano, que ha sido adaptada para televisión por Shin Yoo-dam. A partir de la novela web se creó un webtoon, serializado por Seong So-jak entre 2020 y 2021, y disponible en Naver Webtoon, que multiplicó la difusión del título. La puesta en onda de la serie renovó el interés por el webtoon.
El 8 de febrero de 2023 Hook Entertainment anunció que Park Min-young estaba considerando aceptar el papel protagonista. Ya antes había recibido la misma oferta Lee Yi-kyung, con el papel del marido, y el 8 de marzo la recibiría Na In-woo para el papel de Yoo Ji-hyuk. Para Lee Ki-kwang supone la vuelta a las pantallas seis años después de su último trabajo en Lovely Horribly. El comienzo del rodaje estaba previsto para la primera mitad del año. El 23 de noviembre se publicaron los primeros fotogramas. Para encarnar a su personaje, una mujer enferma de cáncer, Park Min-young se sometió a una dura dieta de adelgazamiento, que la llevó a perder peso hasta quedar en 37 kg, según el equipo de producción. Tras rodar la parte en que su personaje estaba enfermo, Park tuvo dos semanas de tiempo para ganar cinco kilos y proseguir el rodaje.
Las elecciones de vestuario de Park fueron motivo de muchos comentarios entre los espectadores de la serie. En la primera parte de esta usó ropa que no parecía adecuada para el trabajo de oficina, por ejemplo vestidos con los hombros o la espalda descubiertos. En muchos comentarios en las redes sociales se decía que este era un elemento más de ruptura con el pasado del personaje. La actriz aclaró posteriormente que había sobreinterpretado el influjo que Hee-yeon ejerce sobre Ji-won («pensé que usaría ropa llamativa porque era una chaebol, pero más tarde descubrí que Hee-yeon era más sencilla de lo que pensaba»). Para transformar de este modo su apariencia cambió al estilista con el que había trabajado hasta entonces, pero la comunicación con el nuevo no resultó fluida, por lo que volvió al primero. Esta vuelta atrás se nota en la serie alrededor del episodio nueve, donde el vestuario vuelve a ser más estable.
La serie tiene un valor especial para Park Min-young, pues es el primer trabajo que presenta al público tras los problemas de reputación que sufrió en 2022 a raíz de su relación, prontamente cortada, con un hombre de negocios que fue acusado de varios delitos económicos. La fiscalía también investigó a la actriz, aunque ella negó cualquier implicación en aquellos. Al mismo tiempo se emitió la serie protagonizada por ella Amor por contrato, que apenas rebasó el 3 % de audiencia, por lo que puede considerarse un fracaso pese a ser una comedia romántica, el género en el que siempre ha brillado Park. Por este motivo había dudas sobre su próximo trabajo. La positiva acogida de los dos primeros episodios pareció disiparlas.
Algunos de los lugares donde se rodó la serie son la Digital Media City YTN (escena del jardín en la azotea), el área de la estación Euljiro 1-ga (escena frente a la empresa) y la Torre ASEM (escena en la azotea). La escena de la cafetería del drama fue filmada en CJ ENM. Por otra parte, algunos internautas han especulado con que el modelo de la empresa de alimentación U&K Food Company puede ser la firma Pulmuone, que comercializa como aquella brotes de soja y tofu.
El 12 de diciembre de 2023 la productora lanzó un cartel con la protagonista y un avance de la serie. El 1 de enero de 2024 la producción se presentó en forma pregrabada. Estaba prevista una presentación en vivo con la presencia de los protagonistas, pero el acto se canceló tras conocerse la muerte del actor Lee Sun-kyun.

## Audiencia
La serie arrancó con un índice de audiencia por encima del 5 % nacional, con un pico del 6,5 %, ocupando la primera posición en su franja horaria. El segundo episodio alcanzó el 5,9 % nacional (6,2 % en el área metropolitana de la capital) con un pico del 7,4 %, y mantuvo el primer lugar en la franja. Con el tercer episodio la audiencia se elevó hasta el 7,1 % en Seúl y el 6,4 % nacional, siendo siempre la primera en ese horario. En el décimo episodio superó por primera vez el 10 % nacional, y con el undécimo alcanzó el 11,8 %, su cota máxima hasta entonces.
Por lo que respecta a su difusión internacional, en su primera semana de emisión se situó entre los diez programas más vistos en 59 países, y estuvo entre los tres primeros en 37 de ellos. Además, fue la primera en cinco países asiáticos, entre los cuales Indonesia y Filipinas. El gran éxito de la serie hizo que la productora recompensara a los miembros del reparto con un viaje premio de vacaciones.
| Temporada | Temporada | Episodio número | Episodio número | Episodio número | Episodio número | Episodio número | Episodio número | Episodio número | Episodio número | Episodio número | Episodio número | Episodio número | Episodio número | Episodio número | Episodio número | Episodio número | Episodio número | Promedio |
| Temporada | Temporada | 1               | 2               | 3               | 4               | 5               | 6               | 7               | 8               | 9               | 10              | 11              | 12              | 13              | 14              | 15              | 16              | Promedio |
| --------- | --------- | --------------- | --------------- | --------------- | --------------- | --------------- | --------------- | --------------- | --------------- | --------------- | --------------- | --------------- | --------------- | --------------- | --------------- | --------------- | --------------- | -------- |
|           | 1         | 1.277           | 1.378           | 1.553           | 1.842           | 1.902           | 1.942           | 2.307           | 2.144           | 2.537           | 2.634           | 2.816           | 2.801           | 2.751           | 2.772           | 2.840           | 2.938           | 2,277    |

| Episodio | Fecha de emisión      | Índices de audiencia (Nielsen Korea) | Índices de audiencia (Nielsen Korea) |
| Episodio | Fecha de emisión      | Nacional                             | Seúl                                 |
| --- | --------------------- | ------------------------------------ | ------------------------------------ |
| 1 | 1 de enero de 2024    | 5,211 % (1.ª)                        | 5,608 % (1.ª)                        |
| 2 | 2 de enero de 2024    | 5,891 % (1.ª)                        | 6,246 % (1.ª)                        |
| 3 | 8 de enero de 2024    | 6,420 % (1.ª)                        | 7,079 % (1.ª)                        |
| 4 | 9 de enero de 2024    | 7,595 % (1.ª)                        | 7,861 % (1.ª)                        |
| 5 | 15 de enero de 2024   | 7,372 % (2.ª)                        | 8,019 % (2.ª)                        |
| 6 | 16 de enero de 2024   | 7,773 % (1.ª)                        | 8,329 % (1.ª)                        |
| 7 | 22 de enero de 2024   | 9,359 % (1.ª)                        | 10,369 % (1.ª)                       |
| 8 | 23 de enero de 2024   | 8,642 % (1.ª)                        | 9,177 % (1.ª)                        |
| 9 | 29 de enero de 2024   | 9,844 % (1.ª)                        | 11,117 % (1.ª)                       |
| 10 | 30 de enero de 2024   | 10,714 % (1.ª)                       | 11,765 % (1.ª)                       |
| 11 | 5 de febrero de 2024  | 11,776 % (1.ª)                       | 13,036 % (1.ª)                       |
| 12 | 6 de febrero de 2024  | 10,518 % (2.ª)                       | 11,324 % (2.ª)                       |
| 13 | 12 de febrero de 2024 | 10,820 % (1.ª)                       | 12,050 % (1.ª)                       |
| 14 | 13 de febrero de 2024 | 11,050 % (1.ª)                       | 11,617 % (1.ª)                       |
| 15 | 19 de febrero de 2024 | 11,081 % (1.ª)                       | 12,178 % (1.ª)                       |
| 16 | 20 de febrero de 2024 | 11,951 % (1.ª)                       | 12,485 % (1.ª)                       |
| Promedio | Promedio              | 9,126 %                              | 9,891 %                              |
| - En la tabla superior, los números azules representan las calificaciones más bajas y los números rojos representan las más altas. - Esta serie se transmite en un canal de cable/televisión de pago, que normalmente tiene una audiencia menor respecto a las emisoras de televisión públicas/gratuitas (KBS, SBS, MBC y EBS). |                       |                                      |                                      |